# Chilham
Chilham is een civil parish in het zuidoosten van Engeland, gelegen in het district Ashford binnen het graafschap Kent. In Chilham zijn meerdere films en televisieseries opgenomen, waaronder de film A Canterbury Tale (1944).

## Het dorp
Chilham is gelegen in de vallei van de Great Stour-rivier, 10 kilometer ten zuiden van Canterbury. De kern van het dorpje wordt gevormd door een marktplein. Aan de ene zijde ligt het kasteel van Chilham, aan de andere zijde de 15e-eeuwse parochiekerk gewijd aan de heilige Maria. Er zijn twee pubs, de 16e-eeuwse White Horse en de Woolpack.

## Nederzettingen
In de parochie zijn drie nederzettingen: Chilham, Shottenden en Old Wives Lees.